# João Magno

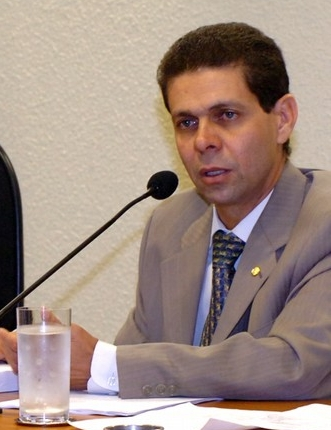
João Magno em 2006

João Magno de Moura (São Geraldo da Piedade, 5 de agosto de 1960) é um político brasileiro.
Filho de Cirilo Pinto de Moura e Dalva Moura de Araújo, foi professor, bancário e consultor, tendo iniciado sua militância política nos quadros do PT, em Ipatinga, cidade da qual foi vice-prefeito (1989/1992) e depois prefeito (1993/1996).
João Magno foi um dos deputados acusados de receber recursos de Marcos Valério e Delúbio Soares, no chamado Escândalo do Mensalão. Mesmo tendo confessado o recebimento de R$ 425,95 mil das contas de Valério, João Magno escapou de ter seu mandato cassado em 23 de março de 2006.
A seção apresentou o placar de 207 votos a favor da cassação e 201 contra. Foram registradas ainda dez abstenções, cinco votos brancos e três nulos. Apesar de ter sido derrotado, ele não foi cassado, pois não foi atingido o mínimo de 257 votos necessários, uma vez que 89 deputados se ausentaram. Ao comemorar a absolvição de seu colega de partido, a deputada petista Ângela Guadagnin protagonizou no plenário da câmara o episódio que ficou conhecido como "Dança da Pizza" ou "Dança da Impunidade".